# Болин (персонаж)
Болин (англ. Bolin) — персонаж мультсериала «Легенда о Корре», один из главных героев и член команды Аватара.

## Появления

### Мультсериал «Легенда о Корре»

#### Книга 1: Воздух
В первом сезоне Болину нравилась Корра. Он подружился с ней, и Аватар вступила в их команду «Огненные хорьки» по спортивной магии. Когда им нужно было собрать 30 000 юаней для участия в чемпионате, Болин принял предложение старого знакомого бандита Тёмного Шина поработать на него. Однако его и остальных преступников похитили Уравнители и доставили к своему лидеру Амону, который мог и хотел лишить их магии. Болина спасли Мако и Корра. Парень хотел пригласить Корру на свидание, хотя его чувства были безответны. Позже Амон и Уравнители разрушили спортивную арену, оставив Болина и Мако без жилья, ибо они спали на чердаке. Асами пригласила их жить в свой особняк. Однако после того, как выяснилось, что её отец Хироши Сато работал с Уравнителями, братья и Асами вместе с Коррой переехали на островной храм воздуха. Однажды их арестовала полиция по приказу Тарлока, который хотел заставить Аватара присоединиться к его спецотряду. Вскоре Лин Бейфонг освободила их и сообщила, что Корру похитили. Когда они нашли её, Амон атаковал Республиканский город. Команда Аватара (Корра, Мако, Болин и Асами) была вынуждена спрятаться в подземных тоннелях города, ожидая прибытия подкрепления. Однако когда прибыла армия генерала Айро, внука Зуко, она потерпела поражение. Команда разделилась, и Болин пошёл с Асами на аэродром Уравнителей, чтобы уничтожить взлётную полосу и помешать воздушным транспортам злодеев подниматься. В конечном итоге они разрушили аэродром и поймали Хироши Сато.

#### Книга 2: Мир духов
Во втором сезоне, действия которого происходят через полгода после революции, Болин был с командой Аватара в южном племени Воды. У него возникли романтические отношения с кузиной Корры, Эской, мрачной принцессой из северного племени Воды, которая прибыла к родственному народу с братом Десной и отцом Уналаком. Однако вскоре Болин осознал, что ему трудно общаться с Эской, и он решил расстаться с ней. Когда он попытался это сделать, Эска заставила его жениться на ней. Болин тайно покинул южное племя Воды и вернулся в Республиканский город. Позже Болин стал играть киноперсонажа Нактака, главного героя фильма, который снимал бизнесмен Варик. Фильм вышел успешным, и Болин прославился и разбогател. В ночь премьеры финальной части Болин предотвратил похищение президента Райко. Несмотря на то, что похитителей было больше, Болин одолел их. Он заставил одного из них говорить, и бандит признался, что действовал по указу Варика. Последнего арестовали. Болин вернулся к команде Аватара на южный полюс. В конце 2 сезона он помогал охранять тело Корры у Древа времени, пока она сражалась со своим дядей Уналаком, ставшим Тёмным Аватаром вместе с демоном Ваату. Эска и Десна отвернулись от отца, и в один момент Болин признался в любви к принцессе. Она поцеловала его. После победы Болин предложил Эске жить с ним в Республиканском городе, однако та отказалась, решив вернуться домой с братом, чтобы навести порядок в племени. Она сказала Болину, что он навсегда останется в её сердце.

#### Книга 3: Перемена
В третьем сезоне Болин с командой Аватара, Тензином и Буми ищет новых магов воздуха в Царстве Земли, чтобы помочь возродить нацию воздушных кочевников. Они приняли к себе мальчика-сироту Кая, а затем Болин с братом нашли родню в столице Царства Земли, Ба-Синг-Се. От неё братья узнали, что Царица Земли отлавливает магов воздуха для своей армии. Группа успешно освободила пленных, которые согласились присоединиться к нации воздуха. Команда Аватара отправилась в город Царства Земли, Заофу, за ещё одним новым магом воздуха. Им оказалась племянница Лин Бейфонг, Опал. Последняя и Болин понравились друг другу, и у них начался роман. Опал согласилась присоединиться к нации воздуха и покинула родной город, отправившись в Северный храм воздуха. Позже Мако и Болина побеждают друзья Захира, Газан и Минь-Хуа, и берут их в плен. Братьев привезли в Ба-Синг-Се и посадили в тюрьму царицы. После того, как Захир убил Царицу Земли, посеяв хаос в столице страны, он позволил сбежать всем заключённым, кроме Болина и Мако. Захир освободил их, только потребовав передать его сообщение Корре. Братья угнали дирижабль и забрали свою большую семью из павшего города. Они воссоединились с Коррой и Асами, и Мако передал сообщение Захира Аватару: он и другие члены Красного лотоса направляются в Северный храм воздуха, чтобы уничтожить новых воздушных кочевников, если девушка не сдастся ему. Корра принимает его условия. Однако на встрече Корра понимает, что Захир не отдаст магов воздуха, и начинается всесторонняя битва. Болин и Мако сражаются с Газаном и Минь-Хуа, но первый из злодеев применяет магию лавы, чтобы запереть братьев, Асами и Тензина в храме. Они ищут выход, и когда лава приближается к ним, Болин чудесным образом обнаруживает, что он, как и Газан, может покорять её. Благодаря своевременному появлению Кая на его маленьком бизоне героям удаётся сбежать из разрушаемого Северного храма воздуха. Позже братья участвуют в ещё одной битве с Минь-Хуа и Газаном. Болин снова бьётся с последним, на этот раз применяя равную против него магию. Однако, когда Газан начал побеждать, Мако, одолевший Минь-Хуа, помог брату. Газан, начинающий проигрывать, обрушает пещеру. Он погибает, а братьям удаётся сбежать.

#### Книга 4: Равновесие
Болин вместе с Вариком начал работать на Кувиру, которая восстанавливает Царство Земли. Он считает, что Великий объединитель поступает правильно, несмотря на то, что друзья пытались убедить его в обратном. Позже, когда стало ясно, что Кувира заходит слишком далеко, Болин и Варик предали её. Помогая спасти семью своей возлюбленной Опал, Болин заслужил её прощение за грехи во время работы на Великого объединителя. Вернувшись в Республиканский город, Болин вместе с Лин, Су и Жу Ли пришли на совещание президента Райко, Корры, царевича Ву, Тензина и Мако. Жу Ли сообщила, что Кувира планирует атаковать Республиканский город через две недели. Президент приказал эвакуировать жителей, а Болин вместе с командой Аватара решил нанести превентивный удар по Кувире в попытке уничтожить её супероружие. Однако их миссия не увенчалась успехом, покуда армия диктатора явилась на неделю раньше. Они обнаружили, что Кувира установила своё супероружие на гигантского робота. Команда сообщила об этом остальным. После того, как армия Великого объединителя прибыла в Республиканский город, Болин участвовал в битве с роботом: маги безжалостно атаковали машину, отвлекая Кувиру, пока Варик с Жу Ли и Асами с отцом, которого освободили из тюрьмы для помощи, проделывали отверстие внутрь гиганта. Хироши Сато погиб, но успел исполнить задуманное. Команда проникала внутрь робота. Болин с братом отправились к реактору. Сразив стражу, Мако сказал младшему брату уйти, а сам уничтожил реактор молнией, но при этом пострадал. Болин вернулся за ним, чтобы спасти, и ему это удалось. После того, как Кувира сдалась после общения с Коррой в мире духов, Болин провёл свадьбу Варика и Жу Ли.

## Отзывы и критика

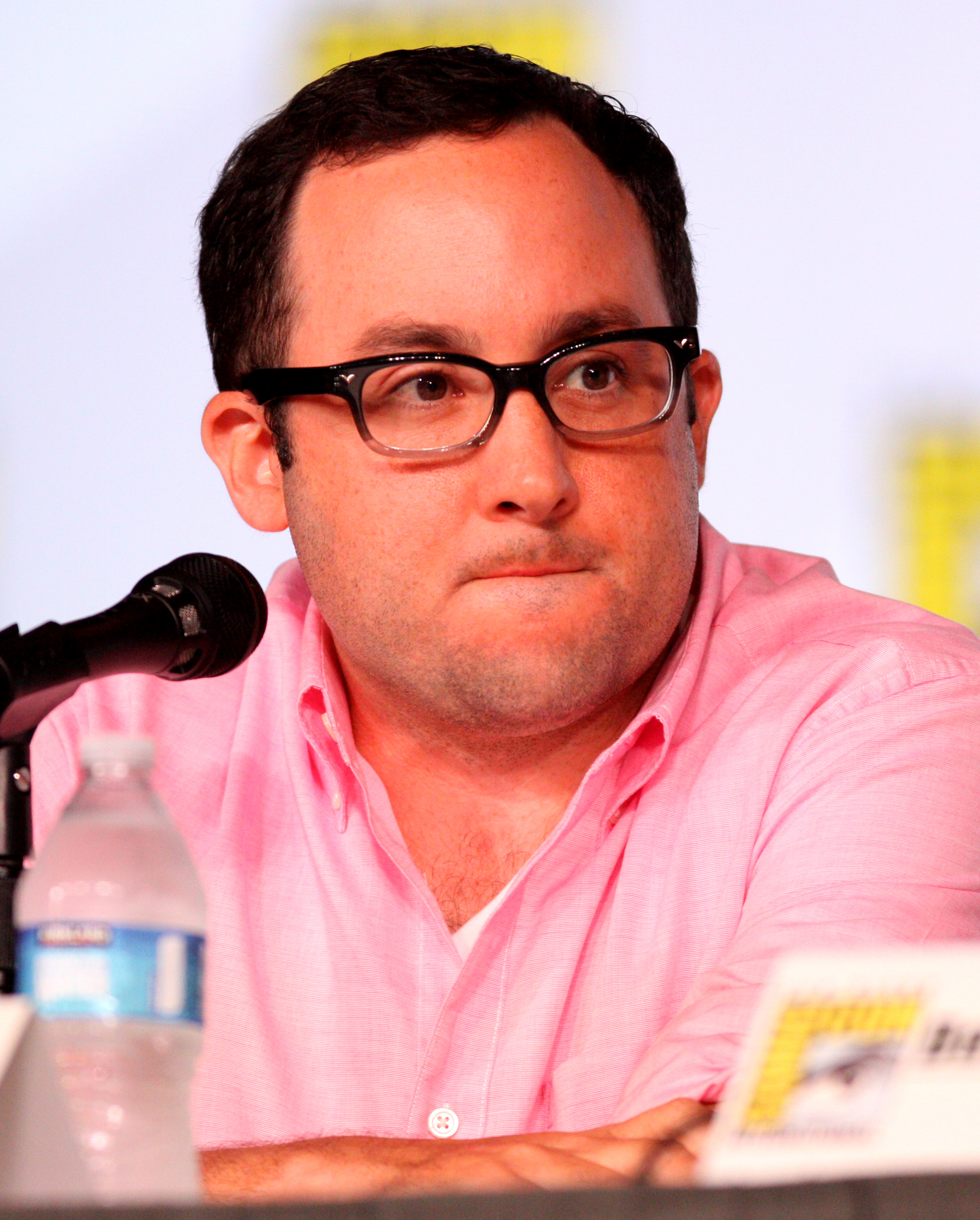
Пи Джей Бирн озвучил Болина

Льюис Кемнер сопереживал Болину в его ухабистой любовной жизни, отмечая неудачи с Коррой и Эской. Он писал, что Болин — «добрый парень, который хочет осчастливить других». Журналист также подчеркнул, что он «экспрессивный человек и быстро на что-то реагирует». Кемнер добавил, что «это оживляет его и делает интересным в спорах или беседах». Ещё Кемнер писал, что «когда Болин остаётся один, он доверяет не совсем тем людям и попадает в серьёзные неприятности». Репортёр акцентировал внимание на его причёске, которую делали гризеры в 1950-х годах. Также он сравнил персонажа с Соккой из «Легенды об Аанге».
По мимо этого, Кемнер рассмотрел 10 поступков Болина, 5 из которых были верными, а другие — нет. В конце статьи он похвалил персонажа за то, что ему удалось помириться с Опал после того, как он отрёкся от службы у Кувиры. Коллега Кемнера, Бэйли Джо Джози из Comic Book Resources, писал о 5 лучших чертах характера Болина и о 5 худших. Некоторыми из первых он отметил храбрость и доброту. Ещё один журналист CBR, Брайан Шеридан, сравнивал Болина с Тоф, оценивая, кто из них и почему — самый могущественный маг земли. Персонажа «Легенды о Корре» он похвалил за магию лавы.
Зак Блюменфелд из Paste поставил Болина на 15 место в топе лучших персонажей из вселенной «Аватара» и написал, что «он забавный человек», но посчитал, что ему далеко до Сокки.

### Комментарии
1. ↑  Когда играл роль этого киногероя